# Jens Newig
Jens Newig (* 1970) ist ein deutscher Umweltwissenschaftler. Er ist Professor für Nachhaltigkeit und Governance sowie Dekan der Nachhaltigkeitsfakultät an der Leuphana Universität Lüneburg.

## Leben
Newig studierte von 1991 bis 1993 Chemie und Geographie an der Universität Tübingen sowie von 1993 bis 1998 Geoökologie an der Universität Bayreuth. Er promovierte 2002 zum Thema Symbolische Umweltgesetzgebung. Rechtssoziologische Untersuchungen am Beispiel des Ozongesetzes, des Kreislaufwirtschaft- und Abfallgesetzes sowie der Großfeuerungsanlagenverordnung an der juristischen Fakultät der TU Dresden. Von 2001 bis 2010 war er wissenschaftlicher Assistent am Institut für Umweltsystemforschung der Universität Osnabrück. Von 2008 bis 2009 hielt er eine Verwaltungsprofessur an der Leuphana Universität Lüneburg und habilitierte 2009 mit dem Thema Environmental Governance im Lichte von Partizipation und Effektivität: Fallstudien und Modelle in Politikwissenschaft und angewandter Systemwissenschaft an der Universität Osnabrück. Seit 2010 ist Newig Professor für Nachhaltigkeit und Governance an der Leuphana Universität Lüneburg.

## Forschung
Newigs Forschung befasst sich mit partizipativer Governance und gesellschaftlichen Transformationsprozessen. Im Fokus stehen dabei öffentliche Beteiligungsprozesse und deren Effektivität in umweltbezogenen Entscheidungsverfahren.
2016 erhielt Newig für „seine herausragenden wissenschaftlichen Erfolge und exzellenten Publikationsleistungen“ den Forschungspreis der Universität Lüneburg.

## Schriften
- mit P. H. Feindt: Partizipation, Öffentlichkeitsbeteiligung, Nachhaltigkeit: Perspektiven der politischen Ökonomie. Metropolis Verlag für Ökonomie, Marburg 2005
- mit J.-P. Voß, J. Monstadt: Governance for sustainable development: Coping with ambivalence, uncertainty and distributed power. Routledge Publishers, London 2008
- mit T. Moss: Multi-Level Water Governance: Coping with Problems of Scale. (= Environmental Management, Band 46, Nr. 1), Springer, 2010
- mit H. Heinrichs, K. Kuhn: Nachhaltige Gesellschaft: Welche Rolle für Partizipation und Kooperation?. VS Verlag für Sozialwissenschaften, Wiesbaden 2011
- mit E. Kochskämper, E. Challies, N. W. Jager: Participation for Effective Environmental Governance: Evidence from European Water Framework Directive Implementation. Routledge, London 2018